# 청소년 올림픽 농구
청소년 올림픽 농구는 청소년 올림픽에서 농구로 경기를 겨루는 올림픽 경기 종목이다. 3x3 규칙이 사용되었다.

## 역사
2010년 8월 14일 청소년 올림픽이 싱가포르에서 개막되었는데 14 ∼18세의 청소년들이 참가하는 이번 대회는 하계 올림픽과 똑같은 26개 종목에서 201개의 금메달을 놓고 기량을 겨루었다.

## 메달 집계

### 하계 청소년 올림픽 메달 집계
| 순위        | 나라                 | 금 | 은 | 동 | 합계 |
| ----------- | -------------------- | -- | -- | -- | ---- |
| 1           | 프랑스 (FRA)         | 2  | 2  | 0  | 4    |
| 2           | 미국 (USA)           | 2  | 0  | 2  | 4    |
| 2           | 아르헨티나 (ARG)     | 2  | 0  | 2  | 4    |
| 4           | 스페인 (ESP)         | 1  | 0  | 1  | 2    |
| 4           | 중화인민공화국 (CHN) | 1  | 0  | 1  | 2    |
| 6           | 세르비아 (SRB)       | 1  | 0  | 0  | 1    |
| 6           | 리투아니아 (LTU)     | 1  | 0  | 0  | 1    |
| 8           | 슬로베니아 (SLO)     | 0  | 2  | 1  | 3    |
| 9           | 오스트레일리아 (AUS) | 0  | 1  | 1  | 2    |
| 10          | 벨기에 (BEL)         | 0  | 1  | 0  | 1    |
| 10          | 네덜란드 (NED)       | 0  | 1  | 0  | 1    |
| 10          | 크로아티아 (CRO)     | 0  | 1  | 0  | 1    |
| 10          | 러시아 (RUS)         | 0  | 1  | 0  | 1    |
| 10          | 체코 (CZE)           | 0  | 1  | 0  | 1    |
| 15          | 그리스 (GRE)         | 0  | 0  | 1  | 1    |
| 15          | 이탈리아 (ITA)       | 0  | 0  | 1  | 1    |
| 합계 (16개) | 합계 (16개)          | 10 | 10 | 10 | 30   |

## 세부 종목

### 하계 청소년 올림픽 세부 종목
| 종목 | 10 | 14 | 18 | 계 |
| ---- | -- | -- | -- | -- |
| 남자 | •  | •  | •  | 3  |
| 여자 | •  | •  | •  | 2  |
| 합계 | 2  | 2  | 2  | 6  |

## 같이 보기
- 올림픽 농구